# Martin Saltuari
Martin Saltuari (* 22. April 1983 in Meran) ist ein italienischer Fußballspieler.
Der gebürtige Südtiroler begann seine Fußballkarriere bei der Jugendmannschaft von SV Lana im Burggrafenamt. Nach sehr guten Leistungen bei den Jugendmannschaften von Trento N.C. und Virtus Don Bosco wechselte er ins BNZ Tirol und spielte bei der U19 des FC Tirol Innsbruck. Nach dem Konkurs des FC Tirol Innsbruck wechselte er zum SV Hall. In der Regionalliga West, entwickelte er sich von einem offensiven Mittelfeldspieler zu einem Stürmer. In der Saison 2005/2006 erzielte Martin Saltuari 18 Tore, unter anderem 4 Tore in einem Spiel gegen den FC Dornbirn 1913. 
Das hoffnungsvolle Stürmertalent unterschrieb am 7. Juni 2006 beim FC Wacker Tirol einen Vertrag für ein Jahr, mit einer Option für den Verein auf weitere zwei Jahre. In der Hinrunde der Bundesliga 2006/2007 kam Martin Saltuari jedoch nur sporadisch zum Einsatz. Dies lag vor allem daran, dass der FC Wacker Tirol großteils mit nur einer Sturmspitze, meist Jiří Mašek agierte. Auch war der Sprung von Regionalliga West in das österreichische Oberhaus des Fußballs ein schwieriger Schritt. Zu seinen Bundesligadebüt kam Martin Saltuari in der 60. Minute der 14. Runde der Saison 2006/2007 gegen FK Austria Wien. 
Am 31. Januar 2008 wird er an den Regionalligisten FC Kufstein bis Saisonende verliehen.
Im Sommer 2008 kehrte Saltuari nach dem Abstieg des FC Wacker Innsbruck zurück zum SV Hall. Dort spielte er eine Saison, bevor er seine Profilaufbahn beendete und zu seinem Heimatverein nach Südtirol zurückkehrte.
| Personendaten    | Personendaten                |
| ---------------- | ---------------------------- |
| NAME             | Saltuari, Martin             |
| KURZBESCHREIBUNG | italienischer Fußballspieler |
| GEBURTSDATUM     | 22. April 1983               |
| GEBURTSORT       | Meran                        |